# 다나카 케이의 2020년대 출연작품
| 다나카 케이 문서로 | 다나카 케이 문서로 | 다나카 케이 문서로 |
| ------------------ | ------------------ | ------------------ |
| 2000년대           | 2010년대           | 2020년대           |

## 개요
- 해당 문서는 다나카 케이의 2020년대 출연작품을 정리하였음.
- 주연 작품의 경우 역할명을 굵게 표시.
- 일본 위키를 참고해서 오역이 있을 수 있음.
- 다음 & 네이버에 등록된 한글 제목을 바탕으로 작성하였음.
- 공식 발매된 음원은 해당 음원의 공식 제목으로 작성하였음.
- 미발매 음원은 일본어 위키의 정보를 바탕으로 직역하여 한글 제목을 생성하였음.
- 광고 및 홍보는 최초 공개 년도를 기준으로 작성하였으며, 다음 해까지 이어지더라도 별도로 추가하지 않음.

## 드라마
| 연도   | 채널            | 제목                                                      | 역할              | 방영일                |
| ------ | --------------- | --------------------------------------------------------- | ----------------- | --------------------- |
| 2020년 | 요미우리 TV     | 백도 흑도 아닌 세계에서, 판다는 웃는다                    | 모리시마 테츠야   | 1월 12일 ~ 3월 15일   |
| 2020년 | TV 아사히       | 불협화음 불꽃의 형사 VS 얼음의 검사                       | 카와카미 유스케   | 3월 15일              |
| 2020년 | 후지 TV         | 언성 신데렐라 병원 약사의 처방전                          | 세노 쇼고         | 7월 16일 ~ 9월 24일   |
| 2020년 | TV 도쿄         | 괴짜가족 8화                                              | 본인(사진출연)    | 8월 28일              |
| 2020년 | TBS             | 아슬아슬한 두 사람 -K2- 이케부쿠로서 형사 칸자키 · 쿠로키 | 쿠로키 켄지       | 9월 11일 ~ 10월 16일  |
| 2020년 | 닛테레          | 도쿄 타라레바 아가씨 2020                                 | 마루이 요시오     | 10월 7일              |
| 2020년 | TV 아사히       | 선생님을 없애는 방정식                                    | 요시자와 츠네오   | 10월 31일 ~ 12월 19일 |
| 2021년 | 후지 TV         | 나이트 닥터                                               | 나루세 아키토     | 6월 21일 ~ 9월 13일   |
| 2021년 | 훌루 재팬       | 사신씨(死神さん)                                          | 기도 켄닌         | 9월 17일 ~ 10월 22일  |
| 2021년 | TV 도쿄         | 나선의 미궁 ~DNA 과학수사~                                | 진보 진           | 10월 15일 ~ 11월26일  |
| 2021년 | TV 아사히       | 닥터-X ~외과의 다이몬 미치코~ 시즌7 7화                   | 모리모토 히카루   | 11월 25일             |
| 2021년 | 닛테레          | 진범인 플래그 8화                                         | 테즈카 쇼타       | 12월 5일              |
| 2021년 | 닛테레          | 금요 로드쇼 × 당신 차례입니다 극장판 콜라보               | 테즈카 쇼타       | 12월 10일             |
| 2021년 | Abema TV        | 24시간 테레비 드라마 「안녕, 6명의 산타클로스」           | 슈헤이            | 12월 25일             |
| 2022년 | TV 아사히       | 츠다 우메코 ~지폐가 된 유학생~                            | 이토 히로부미     | 3월 5일               |
| 2022년 | TBS             | 지속 가능한 사랑입니까?                                   | 히가시무라 세이타 | 4월 19일 ~ 6월 21일   |
| 2022년 | 훌루 재팬       | 사신씨(死神さん) 시즌2                                    | 기도 켄닌         | 9월 17일 ~ 10월 22일  |
| 2023년 | 닛테레          | 리버설 오케스트라                                         | 토키와 아사히     | 1월 11일 ~ 3월 15일   |
| 2023년 | 아마존 프라임   | A 2 Z                                                     | 모리시타 카즈히로 | 2월 3일               |
| 2023년 | TV 아사히       | unknown                                                   | 아사다 토라마츠   | 4월 18일 ~ 6월 13일   |
| 2023년 | TV 도쿄         | 블랙 포스트맨                                             | 소에지마 리키야   | 8월 18일 ~ 9월 29일   |
| 2023년 | WOWOW           | OZU ~오즈 야스지로가 그린 이야기~ 「지나가는 마음」       | 키하치            | 11월 12일             |
| 2024년 | TV 아사히       | 아재's 러브 리턴즈                                        | 하루타 소이치     | 1월 5일 ~ 3월 1일     |
| 2024년 | 후지 TV         | 블루 모멘트 1화, 6화, 8화                                 | 후지무라 시키     | 4월 24일 ~ 6월 26일   |
| 2024년 | 아리아케 아레나 | SusHi Tech Tokyo 2024 오리지널 드라마 「COACH」           | 아버지            | 5월 17일 ~ 21일       |
| 2024년 | 후지 TV         | 나의 보물                                                 | 칸자키 히로키     | 10월 17일 ~           |

## 영화
| 연도   | 제목                                                   | 배역명                  |
| ------ | ------------------------------------------------------ | ----------------------- |
| 2020년 | mellow                                                 | 나츠메 세이이치         |
| 2020년 | 스마트폰을 떨어뜨렸을 뿐인데~붙잡힌 살인귀~            | 토미타 마코토(특별출연) |
| 2021년 | 애수 신데렐라                                          | 이즈미사와 다이고       |
| 2021년 | 카케구루이 절체절명 러시안 룰렛                        | 토바 지로               |
| 2021년 | 히노마루소울~무대 뒤의 영웅들~                         | 니시카타 진야           |
| 2021년 | 총리의 남편                                            | 소우마 히요리           |
| 2021년 | 그리고 바통은 넘겨졌다                                 | 모리미야                |
| 2021년 | 당신 차례입니다 극장판                                 | 테즈카 쇼타             |
| 2022년 | 여고생에게 살해당하고 싶어                             | 히가시야마 하루토       |
| 2022년 | 극장판 극주부도                                        | 나레이션                |
| 2022년 | 하우                                                   | 아카니시 타미오         |
| 2022년 | 귀를 기울이면                                          | 소노무라                |
| 2022년 | 달의 영휴                                              | 마사키 류노스케         |
| 2023년 | G맨                                                    | 야가미 코이치           |
| 2024년 | 그 사람이 사라졌다                                     | 아라카와                |
| 2024년 | 스마트폰을 떨어뜨렸을 뿐인데 ~최종장~ 파이널 해킹 게임 | 토미타 마코토           |
| 2024년 | 극장판 닥터X                                           | 모리모토 히카루         |
| 2024년 | 내게 어울리는 호텔                                     | 엔도 미치오             |

## 더빙
| 연도   | 분류     | 제목                                             | 배역명                      |
| ------ | -------- | ------------------------------------------------ | --------------------------- |
| 2021년 | 실사영화 | 고질라 VS. 콩 일본어 더빙판                      | 마크 러셀                   |
| 2021년 | TV 애니  | TV 아사히 짱구는 못말려 제1099화 총리의 남편이닷 | 소우마 히요리               |
| 2022년 | 실사영화 | 로스트 시티                                      | 앨런 캐프리슨 / 대시 맥마흔 |
| 2024년 | TV애니   | TV아사히 도라에몽                                | 다나카 에이                 |

## 공연
| 연도   | 분류 | 제목                         | 공연장                      | 배역명        |
| ------ | ---- | ---------------------------- | --------------------------- | ------------- |
| 2021년 | 연극 | 만약에 목숨을 그릴 수 있다면 | 도쿄 예술극장 플레이하우스  | 호시노 겟토   |
| 2022년 | 연극 | 여름 모래 위                 | 도쿄 세타가야 퍼블릭 시어터 | 오우라 오사무 |
| 2024년 | 연극 | Medicine 메디슨              | 시어터트램                  | 존 케인       |
| 2025년 | 연극 | 유쾌한 유령                  | 시어터 크리에 등            | 찰스 콘드마인 |

## 방송
| 연도   | 채널     | 분류 | 제목                                                              | 역할          | 방영일               |
| ------ | -------- | ---- | ----------------------------------------------------------------- | ------------- | -------------------- |
| 2020년 | 닛테레   | 예능 | 구루나이「구르메 치킨레이스 고치니나리마스! 21」                  | 레귤러        | 1월 16일 ~ 12월 24일 |
| 2020년 | 닛테레   | 예능 | 닛테레 웃음의 축제 NETA FES JAPAN                                 | 내레이션/출연 | 2월 24일             |
| 2020년 | 닛테레   | 예능 | 대단한 동영상 초인 그랑프리(GP)                                   | 초인 서포터   | 4월 28일             |
| 2020년 | 닛테레   | 예능 | 대단한 동영상 초인 그랑프리(GP)                                   | 초인 서포터   | 9월 18일             |
| 2021년 | 닛테레   | 예능 | 닛테레 웃음의 축제 NETA FES JAPAN 신춘 4시간 스페셜               | 내레이션      | 1월 4일              |
| 2021년 | 닛테레   | 예능 | 대단한 동영상 초인 그랑프리(GP)                                   | 초인 서포터   | 3월 16일             |
| 2021년 | 닛테레   | 음방 | MUSIC BLOOD                                                       | MC            | 4월 2일 ~ 12월 24일  |
| 2021년 | 닛테레   | 정보 | ZIP! 세이세이의 Better Better English                             | 스페셜 출연   | 9월 13일 ~ 9월 16일  |
| 2021년 | Abema TV | 예능 | 마츠모토 마리카 크리스마스 24시간 테레비                          | 게스트 출연   | 12월 24일            |
| 2021년 | 닛테레   | 예능 | 구루나이「구르메 치킨레이스 고치니나리마스! 22」                  | 게스트 출연   | 12월 30일            |
| 2022년 | 닛테레   | 음방 | MUSIC BLOOD                                                       | MC            | 1월 7일 ~ 9월 30일   |
| 2022년 | 닛테레   | 예능 | 구루나이「구르메 치킨레이스 고치니나리마스! 23」                  | 게스트 출연   | 8월 11일             |
| 2022년 | NHK BS1  | 다큐 | 이렇게 우리는 의사가 된다 ~오키나와현립 중부병원 연수의들의 10년~ | 내레이션      | 12월 3일             |
| 2023년 | 후지 TV  | 예능 | 다나카케이의 배우혼우치                                           | MC            | 3월 29일 ~ 3월 31일  |

## 라디오
| 연도   | 채널     | 분류       | 제목                            | 역할 | 방영일   |
| ------ | -------- | ---------- | ------------------------------- | ---- | -------- |
| 2022년 | 닛폰방송 | 버라이어티 | 다나카 케이의 올나잇닛폰0(ZERO) | MC   | 8월 21일 |

## 뮤직비디오
| 연도   | 가수명   | 곡명                  | 영상링크 | 발매일   |
| ------ | -------- | --------------------- | -------- | -------- |
| 2021년 | 소나포켓 | 80억분의 1(80億分の1) | Youtube  | 1월 12일 |

## 광고 및 홍보
| 연도   | 업체명         | 제품명                                            | 비고                        |
| ------ | -------------- | ------------------------------------------------- | --------------------------- |
| 2020년 | 아지노모토     | Steam Me スチーミ                                 |                             |
| 2020년 | 스퀘어에닉스   | 드래곤 퀘스트 워크                                | 나카무라 토모야와 함께 출연 |
| 2020년 | JR동일본       | 신칸센 E티켓 서비스                               | 포스터, TV CM, 프로모션     |
| 2022년 | Wolt           | Wolt Delivery                                     | 미즈카와 아사미와 함께 출연 |
| 2023년 | freee주식회사  | 클라우드 회계 소프트웨어 freee                    |                             |
| 2024년 | 킷코망         | 기본적인 곁들임 간장, 우리집은 야키니쿠점, 대두면 |                             |
| 2024년 | 산토리         | 세사민 바이탈                                     |                             |
| 2024년 | 킷코망 X AFURI | 라면 체인점 AFURI×킷코만 콜라보 엠버서더          |                             |

### 내용주
1. ↑  네이버에 등록된 공식 제목인 언성 신데렐라,  언성은 찬양받지 못한 또는 이름없는을 담은 단어이다.
2. ↑  당신 차례입니다 극장판 세계관의 테즈카 쇼타와 나나가 출연한다.
3. ↑  여자 주인공과 학생 시절부터 친구라는 설정의 캐릭터이다.
4. ↑  일본 방송 제목은 「지속 가능한 사랑입니까? ~아버지와 딸의 결혼행진곡~」이지만, 국내 방영시 부제를 삭제하고 「지속 가능한 사랑입니까?」로 변경하였다.
5. ↑  성인 토바는 賭場로 도박장을 의미하는 단어이다.
6. ↑  짱구는 못말려와 영화 「총리의 남편」 콜라보 기획이다.
7. ↑  닛테레 운영 OTT 훌루 재팬의 독점 서비스 드라마 「사신씨」 콜라보 기획
8. ↑  2018년에 다나카 케이가 했던 24시간 테레비 기획과 동일한 제작진이 제작하는 작품이다.
9. ↑  영화 「하우」 홍보를 위한 1회성 라디오 방송이다.